# 楊松年 (文學評論家)
楊松年（1941年—），筆名風入松、綠雲，新加坡作家、世界華文文學學者。

## 生平
1963年畢業於新加坡南洋大學中文系，1968年獲英聯邦獎學金赴香港大學修讀高級學位，獲碩士及博士學位。歷任南洋大學中文系講師、新加坡國立大學中文系副教授、漢學研究中心副主任，佛光大學文學系所教授、世界華文文學研究中心主任，及新加坡文藝研究會第一届會長、新加坡教育出版社文藝作品編審委員會主席，新加坡職工總會《人文與社會科學論文集》、《奮鬥報》主編等職。曾榮獲新加坡書籍理事會書籍獎，新加坡全國職工總會五一勞工之友獎章，臺灣中國作家協會中興文藝獎及新加坡國立大學第一屆優秀教學獎。獲新加坡總統頒發公共服務獎章（PBM）、公共服務星章（BBM）。

## 主要著述
- 《王夫之詩論研究》
- 《中國文學評論史編寫問題論析：晚明至盛清詩論之考察》
- 《中國古典文學批評論集》
- 《中國文學批評論集》
- 《中國文學批評研究問題論集》
- 《中國文學評論史書寫問題論集》
- 《杜甫〈戲爲六絕句〉研究》
- 《姚瑩〈論詩絕句六十首〉研究》
- 《新馬華文文學論集》
- 《戰前新馬報章文藝副刊析論》
- 《戰前新馬文學所反映的華工生活》
- 《新馬早期作家研究（1927－1930）》
- 《新馬華文現代文學史初編》
- 《新馬現代文學》
- 《戰前新馬文學本地意識的形成與發展》
- 《從選集看歷史：新馬新詩論析》
- 《跨國界詩想：世界華文新詩論析》
- 《多元的交響︰世華散文評析》
- 《離心的辯證︰世華小說評析》
- 《細緻的雕塑︰世華微型小說評析》
- 《繽紛的視野：世華文學作品評析》